# Mani Singh
Mani Singh was een 18e-eeuws Indiaas cartograaf, ontdekkingsreiziger en tibetoloog. Mani was een neef van de broers Nain en Krishna Singh.
Mani Singh reisde in Brits-Indische dienst in het geheim door Tibet, om het gebied in kaart te brengen. Mani begeleidde Nain onder andere op diens eerste tocht door Tibet. Tijdens de voorbereiding van zijn reis had hij zich aangeleerd passen te maken van gelijke lengte. Om de tel niet kwijt te raken gebruikte hij een gebedsmolen die hij tijdens het lopen draaide. In de gebedsmolen verstopte hij de berekeningen die hij onderweg maakte.